# Liste der bayerischen Gesandten in Frankreich

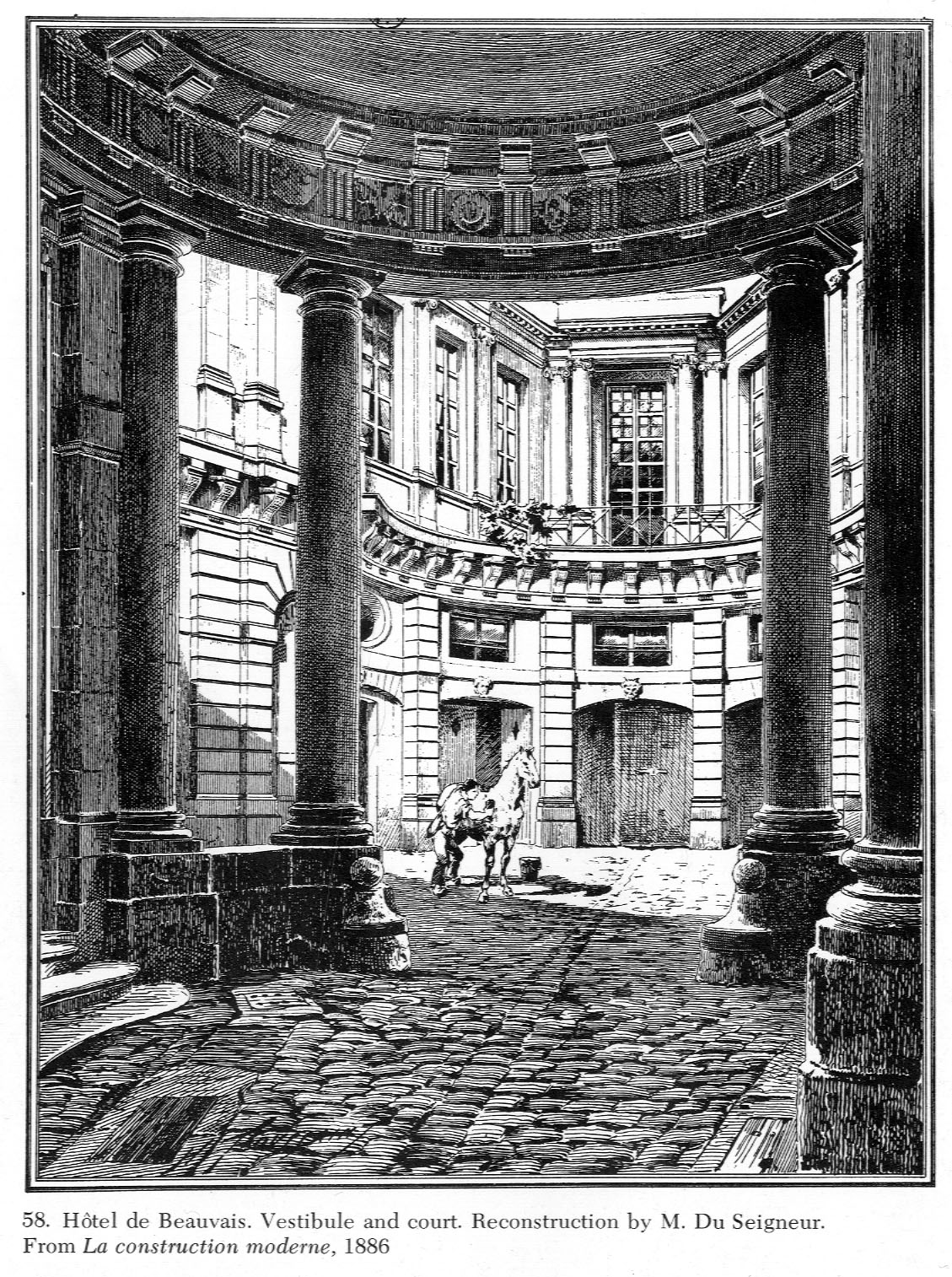
Blick in den Ehrenhof des Pariser Hôtel de Beauvais, Residenz des bayerischen Gesandten Maximilian von Eyck während des Ancien Régime

Dies ist eine Liste der bayerischen Gesandten in Frankreich.

## Gesandte

### Gesandte desKurfürstentum Bayern
1666: Aufnahme diplomatischer Beziehungen
…
- 1733–1736: Ludwig Joseph d’Albert de Luynes von Grimbergen (1672–1758)
- 1737–1741: Ignaz von Törring (1682–1763)
- 1741–1742: Ludwig Joseph d’Albert de Luynes von Grimbergen (1672–1758)
- 1742–1743: von Spon
- 1743–1745: Joseph Piosasque de Non (1681–1776)
- 1745–1747: Ludwig Joseph d’Albert de Luynes von Grimbergen (1672–1758), Gt

…
- 1755–1777: Maximilian von Eyck (1711–1777)
- 1778–1787: Karl Heinrich Joseph von Sickingen (1737–1791)
- 1787–1799: Posten nur mit Geschäftsträgern besetzt
- 1799–1805: Anton von Cetto (1756–1847)

### Gesandte desKönigreich Bayern

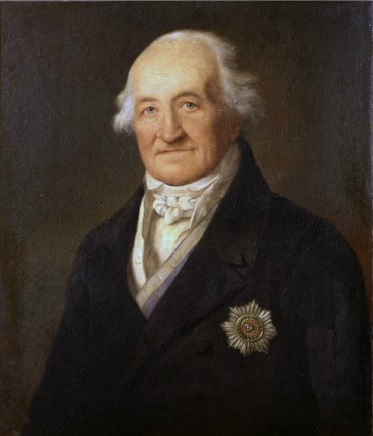
Anton von Cetto

- 1806–1813: Anton von Cetto (1756–1847)

1813-1817: keine Beziehungen
- 1817–1821: Wilibald von Rechberg und Rothenlöwen (1780–1849)
- 1821-1823: vakant
- 1823–1827: Franz Gabriel von Bray-Steinburg (1765–1832)
- 1827–1834: Christian Hubert von Pfeffel (1765–1834)
- 1835–1839: Franz Oliver von Jenison-Walworth (1787–1867)
- 1840–1846: Friedrich von Luxburg (1783–1856)
- 1846–1847: Ludwig Fürst von Oettingen-Wallerstein (1791–1870)
- 1847-1850: vakant
- 1850–1866: August von Wendland (1806–1884)
- 1866–1868: Maximilian Joseph Freiherr Pergler von Perglas (1817–1893)
- 1868–1871: Friedrich von Quadt-Wykradt-Isny (1818–1892)
- 1871–1877: Gideon von Rudhart (1833–1898)
- 1877–1889: Johann von Reither (1831–1916)
- 1889–1896: Heinrich Tucher von Simmelsdorf (1853–1925)
- 1896–1903: Rudolph von und zu der Tann-Rathsamhausen (1855–1942)
- 1903–1903: Georg von und zu Guttenberg (1858–1935)
- 1903–1906: Karl Moy de Sons (1863–1932)
- 1906–1909: Friedrich von Ortenburg (1871–1940)
- 1909–1914: Lothar von Ritter zu Groenesteyn (1868–1945)

1914: Abbruch der Beziehungen